# Cave CV1000D
Cave CV1000D es una Placa de arcade creada por Cave.

## Descripción
El Cave CV1000D fue lanzada por Cave en 2008.
El sistema es un upgrade directo de la Cave CV1000B, las diferencias están en el Chip U1, que ahora posee un IS42S32400D 128Mb SDRAM @ 166mhz (el anterior SH3 poseía un MT48LC2M32 con 64Mb SDRAM) y el Chip U4, con 32Mbit Spansion S29JL032H (el anterior SH3 tenía 16Mbit Spansion S29AL016D).
Esta placa albergó a 6 títulos, casi todos de la saga Do-Don-Pachi.

## Especificaciones técnicas

### Procesador
- Hitachi SH-3 trabajando a 133 MHz
  - IS42S32400D 128Mb SDRAM @ 166mhz
  - MT48LC2M32 con 64Mb SDRAM

### Audio
Chips de sonido:
- - Yamaha YMZ770C-F

## Lista de videojuegos
- Akai Katana (2010)
- Deathsmiles Mega Black Label (2008)
- Do-Don-Pachi Dai-Fukkatsu (2008)
- Do-Don-Pachi Dai-Fukkatsu Black label (2010)
- Do-Don-Pachi Dai-Fukkatsu Ver 1.5 (2008)
- Do-Don-Pachi Saidaioujou (2012)